# Gerd Kanter
Gerd Kanter (* 6. května 1979, Tallinn) je bývalý estonský atlet – diskař. Je olympijským vítězem z roku 2008 v Pekingu a mistrem světa v této sportovní disciplíně (2007). Jeho osobním rekordem je 73,38 metru z roku 2006, což byl v září 2008 třetí nejlepší výkon v historii (lepší byli jen Jürgen Schult a Virgilijus Alekna).